# Europäischer Hummer
Der Europäische Hummer (Homarus gammarus) ist ein Großkrebs, der im nordöstlichen Atlantik von den Lofoten bis an die Küste Marokkos vorkommt. Er lebt auch bei den Azoren und im westlichen Mittelmeer bis zur Ägäis sowie im Marmarameer und an den Küsten Bulgariens und Rumäniens im westlichen  Schwarzen Meer. In der Nordsee kommt der Europäische Hummer unter anderem bei Helgoland vor.

## Merkmale
Der Europäische Hummer kann bis zu 60 Zentimeter lang werden und ein Gewicht von 4 kg erreichen. Heutzutage erreichen die meisten Tiere aber nur 30 Zentimeter bei einem Gewicht von 1 kg. Der Panzer ist von blauschwarzer bis dunkelvioletter Farbe. Das erste Beinpaar trägt unterschiedlich starke und verschieden gebaute Scheren, eine mit spitzen Dornen versehene, schmalere Greifschere und eine größere Knackschere. Geht die Knackschere verloren, so entsteht bei der nächsten Häutung an dieser Stelle eine neue Greifschere, während sich die verbliebene Greifschere in eine Knackschere umwandelt. Ausgewachsene Hummer häuten sich ein- bis zweimal jährlich und erreichen dabei einen Längenzuwachs von ein bis zwei Zentimetern.

## Lebensweise

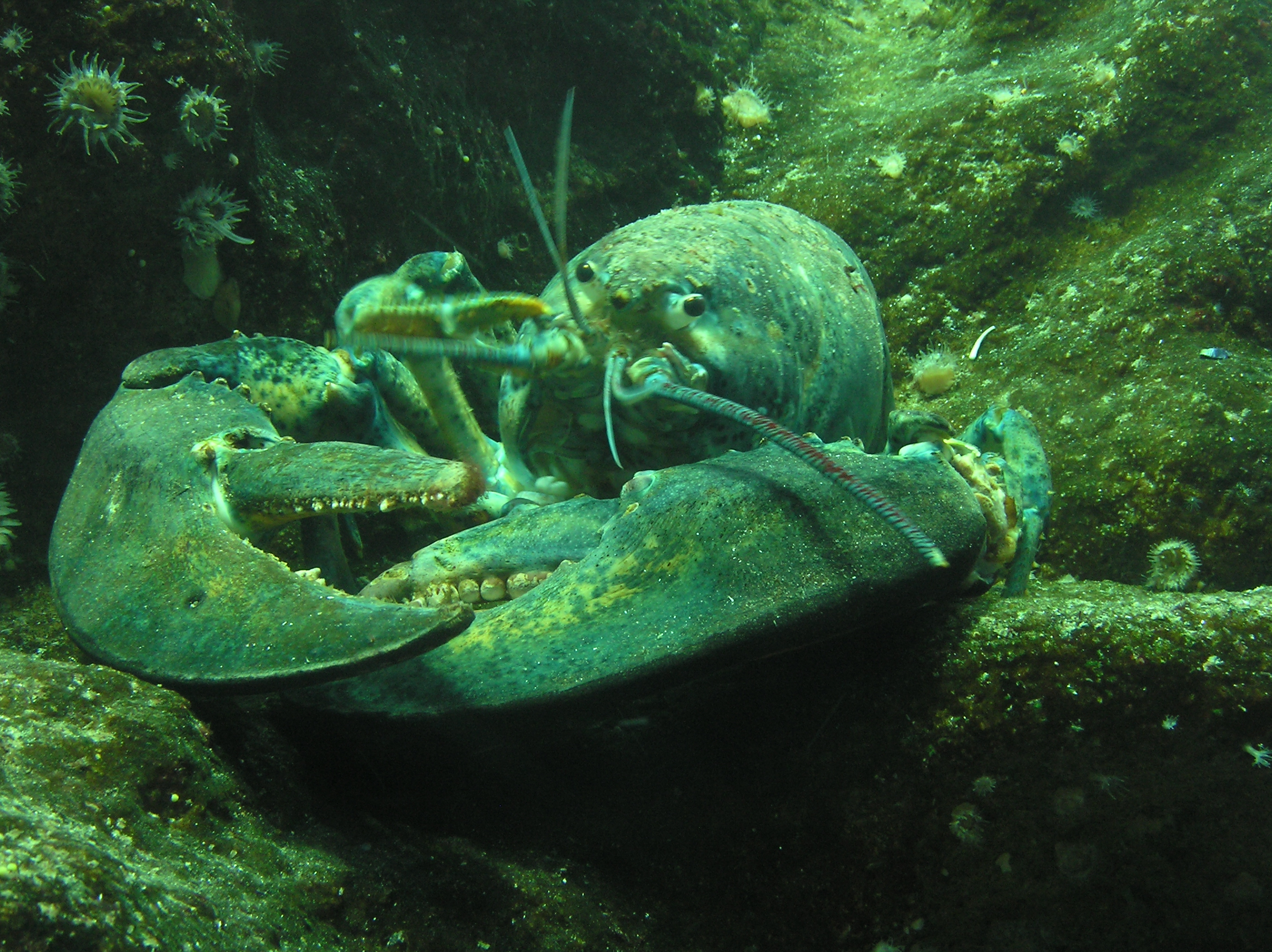
Homarus gammarus von vorn

Europäische Hummer leben in Tiefen von zwei bis 50 Metern, maximal bis 150 Meter, auf felsigem Bodengrund und verbergen sich tagsüber in Höhlen. Sie sind nachtaktiv und äußerst ortstreu. Markierte Hummer wurden stets im Umkreis von 4 bis 5 km wieder aufgefunden. Ihre Temperaturtoleranz ist gering. Bei einer Temperatur unter 5 °C fressen sie nicht mehr, bei 20 bis 22 °C gehen sie ein. Sie ernähren sich von allerlei wirbellosen, bodenbewohnenden Tieren, auch kleineren Artgenossen, toten Fischen und sonstigem Aas. Hartschalige Beute wird mit der Knackschere aufgebrochen und das Fleisch mit der Greifschere zum Maul geführt.

## Fortpflanzung

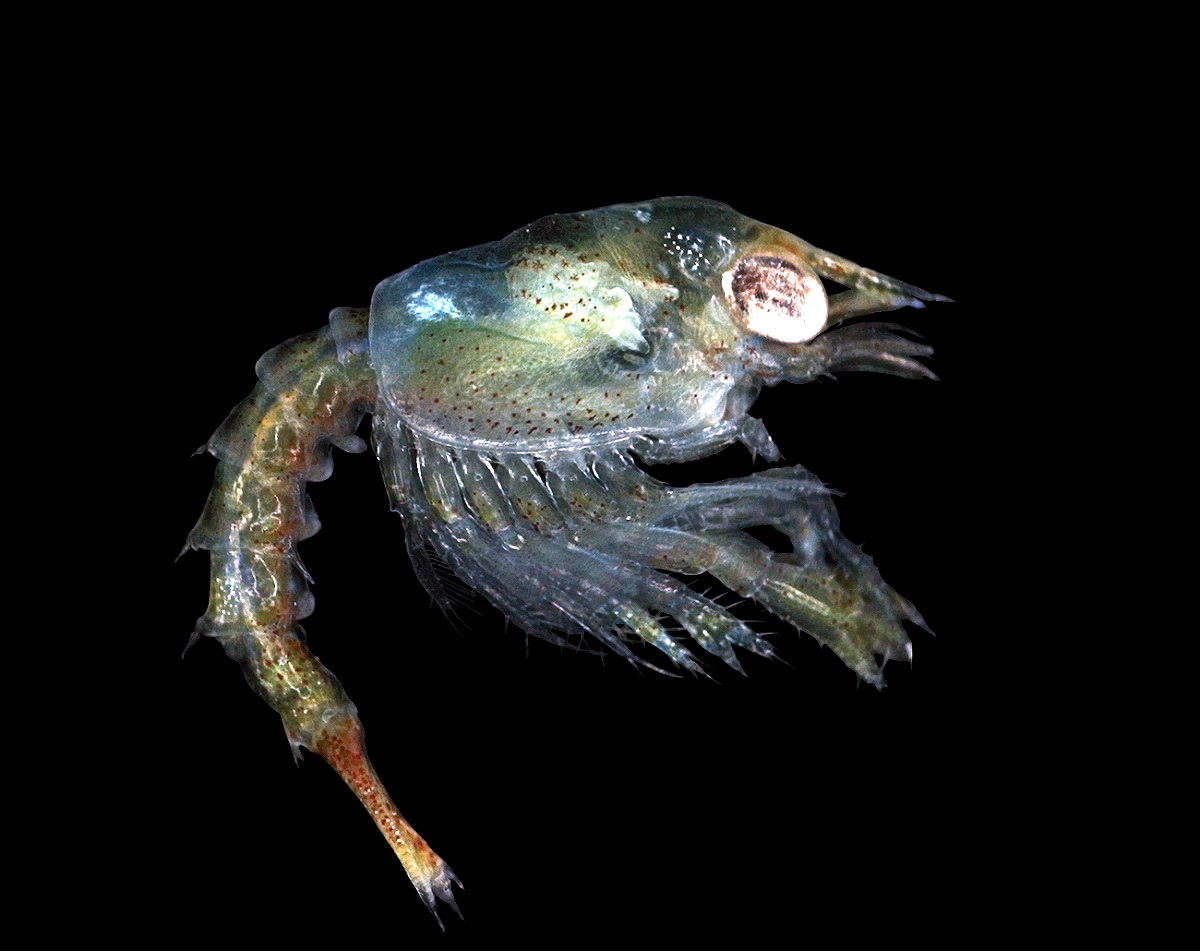
Zoea-Larve des Europäischen Hummers

Europäische Hummer paaren sich im Herbst unmittelbar nach der Häutung des Weibchens. Das Weibchen bewahrt die als Spermatophoren übertragenen Spermien in einer Samentasche auf und befruchtet die Eier erst im Sommer. Ein Weibchen kann je nach Größe 5.000 bis 40.000 Eier produzieren. Es befestigt sie nach dem Abgeben auf der Unterseite des Abdomen. Die Larven schlüpfen nach zehn bis zwölf Monaten und sind dann 7 bis 8 Millimeter lang. Nach einem kurzen pelagischen Stadium von etwa zwei Wochen gehen die Jungkrebse zum Bodenleben der ausgewachsenen Tiere über. Das Wachstum ist von der Wassertemperatur abhängig und verläuft langsam. Im Skagerrak werden die Hummer mit 5 bis 7 Jahren bei Längen von 16 bis 17 Zentimeter (Männchen) bzw. 22 bis 23 Zentimeter (Weibchen) geschlechtsreif.

## Nutzung
Europäische Hummer gelten wie ihre amerikanischen Gattungsgenossen als Delikatesse. Sie werden in den Sommermonaten in Hummerkörben gefangen, die mit Fischstücken als Köder bestückt werden. Jährlich werden etwa 3000 bis 4000 Tonnen gefangen. In Norwegen werden sie in Aquakulturen aufgezogen und die Junghummer später ausgewildert.